# Gattyán György
Gattyán György Zoltán (Budapest, 1970. május 24. –) magyar üzletember, a LiveJasmin elnevezésű szexkamera-szolgáltatás alapítója. 
A Forbes 2024-es rangsorában „Az 50 leggazdagabb magyar” között az 5. helyen szerepel 364,2 milliárd forintra becsült vagyonával.  A Docler cégcsoport tulajdonosa, producer, a Prima Primissima Alapítvány társalapítója, a Magyar népművészet és közművelődés Junior Prima díj mecénása, a Docler Holding Új Generáció Gábor Dénes Díj alapítója. 2013-ban úgy döntött, hogy cége székhelyét és fő tevékenységét külföldre, Los Angelesbe és Luxemburgba helyezi át. 2001-ben alapított internetes vállalata, a Docler Holding, rövid időn belül több száz millió dollár forgalmú óriáscéggé fejlődött, 2020-ban a Forbes legértékesebb, teljesen magyar kézben lévő magyar vállalkozásokról készített listáján a 2. helyre került. Három éven keresztül, 2023-ig tulajdonosként Gattyán tartotta fenn volt alma materét, a Kodolányi János Egyetemet.
„Legnagyobb Vállalkozás” néven digitalizációs tudásközpontot indított el 2021-ben, amely négy területre fókuszál, az oktatásra, az egészségügyre, a hivatali ügyintézésre, illetve a korrupcióra. 2021-ben alapított pártjával a Megoldás Mozgalommal (MEMO) miniszterelnök-jelöltként nagy, akár kétharmados várakozásokkal indult el a 2022-es országgyűlési választáson, végül 1 százalékot értek el.

## Kezdeti évek
Édesapja Mezőkeresztesen született, kőműves volt. Édesanyja Nógrád megyében, Balassagyarmaton született, háztartásbeliként dolgozott. Akkor találkoztak, mikor édesapja katona volt, ekkor édesanyja mindössze 16 éves volt. Szülei nagyon fiatalok voltak, mikor Gattyán megszületett. A XVI. kerületében éltek, Gattyán ott nőtt fel.
Gattyán a Corvin Mátyás Gimnáziumba járt iskolába, majd a Magyar Testnevelési Főiskolán (TF) tanult. Gattyán a Kodolányi János Egyetem Kommunikációs és médiatudomány képzésén kommunikáció- és médiatudomány szakon szerzett diplomát. Az Ikarus Budapest Sportegyesületben atletizált, mint futó, edzője id. Tomhauser István volt.
Gattyán a Kodolányi Egyetemen folytatott tanulmányai mellett volt biztosítási ügynök, tévés hangmérnök, ingatlanügynök és alapított egy Škoda-autókereskedést, mielőtt létrehozta a Livejasmin.com internetes platformot.

## Életpálya
Gattyán György 2003-ban létrehozta a Livejasmin.com nevű, streaming technológiára épülő, felnőtt-tartalom szolgáltatást nyújtó webkamerás oldalt, ami ma a világon a felnőtt tartalmat kínáló weboldalak közül a legnagyobb forgalmat generálja, látogatóinak száma meghaladja a CNN-ét. 2008-ban alapította a Docler Holding cégcsoportot, amely informatikai és internetes szolgáltatásokat nyújt. A Livejasmin technológiájának mintájára, a videostreaming előnyeit kihasználva és azt továbbfejlesztve létrehozta az online jóslást lehetővé tevő oranum.com oldalt is. A Docler csoport jelenleg a portfólió cégeket is beleszámítva több mint ezer embert foglalkoztat. A cégcsoport része az Andrássy úton épült és 2013-ban megnyitásra került Il Bacio di Stile divatpalota.
Bevételei jelentős részét visszaforgatta vállalkozásaiba, a Napi Gazdaság 2012-ben 110 milliárd forintra becsülte vagyonát, ekkor Magyarország harmadik leggazdagabb üzletembereként tartották számon. Két évvel később már az ország legvagyonosabb embere lett, kb. 174,3 milliárd forintnyi vagyonával. 
2005-ben lett társproducere a 7 részből álló Világlátott egérke című tv-sorozatnak. A Kecskemétfilmmel való közös munka eredménye, hogy 2010-ben társproducere lett a Magyar népmesék befejező, utolsó 11 epizódjának. Társproducere a még bemutatásra váró Jókedvű örmény temetése című animációs filmnek, valamint az Égig érő fa című alkotásnak. Külföldi munkái közé sorolható a 8 részes World Without End televíziós sorozat. Az amerikai televíziós csatornákon nagy sikerrel futott epizódok elkészítésében szintén társproducer volt. 2013-ban bemutatták az Open Grave című amerikai thrillert, amelynek executive producere volt. A cégcsoporthoz tartozó Docler Entertainment éves szinten 4-5 filmet gyárt Magyarországon és az Egyesült Államokban. 2013 nyarán fejezték be a Six Dance Lessons in Six Weeks című filmet (a színdarab filmváltozata), amelyben producerként vállalt szerepet. Gattyán György több filmfesztivál kurátora és zsűritagja. Segítette már az Aranyszem Operatőr Fesztivál és a Los Angeles-i Magyar Filmfesztivál munkáját is. 2014-ben nyílt meg Gattyán György saját étterme Budapesten, az Andrássy úton.
2016-tól Gattyán az Amerikai Egyesült Államokban kezdett terjeszkedni újfajta videostreaming-szolgáltatásaival, pl. az élő zenét kínáló SonicBox-szal vagy az Oranum internetes jósdával.

## Pártalapítás, pártélet
2021 novemberében bejelentette, hogy miniszterelnök-jelöltként elindul a 2022-es országgyűlési választásokon. 2021 decemberében nyilvánosságra hozta, hogy pártot alapított, aminek Megoldás Mozgalom (MEMO) a neve. Az Egységben Magyarországért ellenzéki politikai szövetség a bejelentést követően azonnal a Fidesszel való választási összejátszás vádjával gyanúsította meg.
A pártalapító nem csak egyszerű–, hanem  akár minőségi, kétharmados győzelemre is esélyesnek tartotta magát. Ehhez képest az országgyűlési választáson végül az jelentette a sikert neki és a MEMO-nak, hogy 58 929 szavazatot szerezve 1 százalék fölötti eredményt (1,04 %) értek el. Gattyán ezzel elérte, hogy pártjának nem kellett visszafizetnie a kampányukra kapott pénzeket az államnak. Ezen túl, négy éven keresztül, 2026-ig, évi 50-60 millió forintnyi költségvetési támogatásra váltak jogosulttá.
Gattyán pártja 2024. áprilisában bejelentette, hogy június 9-én indul az önkormányzati és európai parlamenti választásokon. A Megoldás Mozgalom EP-listáját Huszár Viktor a Megoldás Mozgalom elnöke vezette. A MEMO Budapesten nem indított főpolgármester-jelöltet, kerületi polgármesterjelöltjei a III. kerületben és a XVIII. kerületben voltak, Víg Rafael, illetve Tabi Tünde személyében. A párt országosan összesen kilenc polgármesterjelölttel vágott neki a választásnak.

## Oktatás, sport, kultúra

### Oktatás
Gattyán 2020 márciusában megvette a Kodolányi János Egyetemet, és három évre vállalta annak fenntartását. A három év múltán, az egyetem eladásakor Gattyán kijelentette, hogy a Covid19-pandémia, az orosz-ukrán háború és a számottevő állami források hiánya ellenére mind anyagilag, mind szakmailag jelentősen hozzájárultak ahhoz, hogy a magyarországi felsőoktatás magánegyetemszinten színvonalas maradjon. Az egyetem eladása előtt Gattyán részére címzetes egyetemi tanár címet adományozott az egyetem.

### Sport
Gattyán Docler csoportja névadó szponzora több sportegyesületnek is, egyebek mellett a Dab.Docler jégkorongcsapatnak, a Műszaki Egyetem futsal csapatának, a Docler Wolves amerikai football csapatnak és a Wildboars kerekesszékes rögbicsapatnak is. 
Magyarország legfiatalabb sakknagymestere, Rapport Richárd, és a világbajnok Vadnai Benjamin vitorlázó, is a Docler szponzoráltja. 
Felkarolták Borsányi Gábor és Huszár Viktor sporteszköztalálmányát, a teqballt, melyet, többek közt, Ronaldinhoval reklámoztak. Megalapította a Nemzetközi Teqball Szövetséget (FITEQ), melyet a sportszövetségeket tömörítő globális ernyőszervezet, a Global Association of International Sports Federations (GAISF) 2020-ban felvett a tagjai közé.

### Kultúra
A kultúra területén Gattyán a Prima Primissima Alapítvány társalapítója, a Magyar népművészet és közművelődés Junior Prima díj mecénása, a Docler Holding Új Generáció Gábor Dénes Díj alapítója.
Gattyán részt vett a 2015 februárjában rendezett 63. amerikai Nemzeti Imareggelin, többek között Barack Obama amerikai elnök, és a dalai láma társaságában.

## Filantrópia
Gattyán György évek óta végez filantróp tevékenységet, a Gattyán Alapítványon keresztül többszázmillió forint értékű adományt osztott szét gyermekotthonoknak, nehéz sorsú gyerekeknek. A 2021-ben, a legjótékonyabb magyarokról megjelent összeállítás szerint, Gattyán a képzeletbeli lista második helyén áll. Legutóbb 100 millió forintot adott a Törökországban segítő kutyás mentőcsapatoknak. 

## Személye körüli viták
Miután kiderült, hogy a felnőtt tartalmakra épülő Livejasmin.com-ot egy portugál cég üzemeltette, amely forgalma után nem a magyar forgalmi adót (27%), hanem a 17%-os portugál adót fizették be, a Nemzeti Adó- és Vámhivatal (NAV) éveken keresztül figyelte tevékenységét. A magyar adóhatóság szerint a portugál cég is Gattyánék irányítása alatt állt. A NAV vélhetően titkos adatgyűjtéssel, például lehallgatással és e-mailek átnézésével jutott hozzá azokhoz az információkhoz, amelyek alapján úgy vélik, a portugál céget csak álcából, adóelkerülési céllal működtették. Ezért a bíróság több ingatlant, céget és bankszámlát előzetes zár alá vett 2014-ben és 2015 elején, még a jogerős ítélet kihirdetése előtt. A zár alá vett ingatlanok között volt az Il Bacio di Stile luxusáruház, a Normafa Hotel, és az üzletember Budakeszi és Szerémi úti magáningatlanai is.
2015. június 2-án ismeretlen okból bezárt az Andrássy úton álló Il Bacio di Stile luxusáruház. A Blikk információ szerint a NAV és a rendőrség tartott közös razziát (a rendőrség érintettségét és az áruház ideiglenes bezárását a cég később cáfolta). 2015. július 31-én véglegesen bezárt a luxusáruház. A hivatalos álláspont szerint azért, mert a többségi tulajdonos már nem finanszírozza a veszteséges luxusáruházat. Az Európai Bíróság 2015 szeptemberében kiadott főtanácsnoki indítványa szerint a két cég licencszerződésével nem kívánt adót csalni. Kimondta, hogy a NAV jogszerűtlenül felhasznált olyan adatokat is az ügyhöz, amiket még egy másik nyomozás során gyűjtöttek titokban.
A Fővárosi Közigazgatási és Munkaügyi Bíróság 2016. június 1-én jogerősen megszüntette a NAV azon határozatát, miszerint körülbelül 50-50 milliárd forintnyi áfa és büntetés megfizetésére kötelezték volna a Docler Holdingot. A bíróság megállapította, hogy az adóhatóság jogszerűtlenül használt bizonyítékokat a vádemeléshez annak ellenére, hogy azok sem bizonyították az adócsalást.
2020 márciusában a NAV Bűnügyi Főigazgatóságának Központi Nyomozó Főosztálya 14 milliárd 187 millió forint értéken ismét zár alá vette az Andrássy úti épületet. A zár alá vételt 2021. december 7-én feloldotta a NAV, azt követően, hogy Gattyán bejelentette politikai szerepvállalást. Az ellenzéki összefogás pártjai avval vádolták, hogy a Fidesz kedvéért szállt be a választási küzdelembe, hogy tőlük vegyen el szavazatokat, ennek köszönhette a számára kedvező NAV döntést.

## Magánélete
Felesége a szállodaiparban dolgozott. Egy nevelt lánya és korábbi házasságából két felnőtt lánya van, akik több helyen jártak iskolába, a világ számos helyén éltek. Egyik lánya, Gattyán Lili Magyarországon született és az Egyesült Államokban színésznő, mellette egy sportruházat márka tulajdonosa. Jelenlegi házasságából szintén született gyermeke 2021-ben. Több ingatlana van különböző városokban a világban, többek között csak Kaliforniában a Los Angeles-i luxus háza mellett volt egy 2012-ben, 26,4 millió dollárért vásárolt ingatlana Beverly Hills-ben, ott tíz évig éltek.